# Limonium letourneuxii
 (juin 2018).
Si vous disposez d'ouvrages ou d'articles de référence ou si vous connaissez des sites web de qualité traitant du thème abordé ici, merci de compléter l'article en donnant les références utiles à sa vérifiabilité et en les liant à la section « Notes et références ».
Espèce
Synonymes
- Statice letourneuxii Coss. ex Batt.[1]

Limonium Letourneuxii est une espèce de plantes du genre Limonium, de la famille des Plumbaginaceae (Plombaginacées). Elle est endémique stricte des rochers du Cap Ténès.

## Description
- Basionyme : Statice letourneuxii Coss. ex Batt
- Protologue 1 : Nouvelle Flore de l'Algérie 2 : (1963)
- Protologue  : Willdenowia 16: 450 (1987)